# 都の錦
都の錦（みやこのにしき、延宝3年（1675年） - 没年未詳）は、浮世草子作者。宍戸氏。通称は与一、名は光風。非常に多くの号を名乗り、都の錦・雲休堂・八田宮内小輔光風、不埒庵童落院、鉄舟、梅園堂、円喜居士、二千風（大淀三千風のもじり）、喜席軒自笑（江島其磧・八文字屋自笑のもじり）などと名乗った。

## 来歴
延宝3年（1675年）、大坂で宍戸弥一右衛門久光の嫡男として誕生。元禄8年（1695年）、浪人して友部円人と改名した父と上京するが、元禄13年（1700年）、度を超した島原通いが原因で勘当される。元禄14年（1701年）春、鉄舟と改名。元禄15年（1702年）、西沢一風の跋文を添えた『元禄曾我物語』『風流神代巻』『御前於伽』『風流日本荘子』『元禄太平記』『沖津白浪』『女訓徒然草』を相次いで刊行する。元禄16年（1703年）、『風流源氏物語』を刊行する。江戸に下るが、無宿人であることが発覚して捕縛。捕縛までの間に、『武道秋の寝覚』『武家不断枕』を執筆したか。捕縛後、山ヶ野金山に流罪。宝永元年（1704年）、流人仲間の虐待に耐えられず脱走するも、再び捕縛されて入牢、自ら斬首を願い出る。宝永2年（1705年）、鹿籠金山に移送。宝永5年（1708年）の大赦で上方に戻る。この際、金山役人の関正武に『薩摩椙原』『捨小舟』『鹿籠の水』を手渡す。宝永8年（1711年）、『新鑑草』『好色堪忍破袋』を刊行。正徳2年（1712年）、『当世智恵鑑』を刊行。正徳4年（1714年）、九州へ赴こうと試みたとされるが未詳。以後の消息は不明。 

## 作風
長谷川強は、『御前御伽』の記述から、都の錦の小説観を「先づ文章は雅文第一、野鄙なる俗語を避けようとする。内容の点では堅い事を尊重する。和漢の書に典拠を得、談理をまじへるがそれである」と述べる。
中嶋隆は、学識教養の誇示と流行作家になり得ない焦燥を指摘し、作品中の自己喧伝や西鶴の模倣、時事的話題の摂取と衒学趣味、散漫な構成が特徴であるとする。